# Oren E. Long
Oren Ethelbirt Long, meglio noto come Oren E. Long (Altoona, 4 marzo 1889 – Honolulu, 6 maggio 1965), è stato un politico statunitense.
È stato (insieme al Repubblicano Hiram Fong) uno dei due primi Senatori degli Stati Uniti per le Hawaii. Allo stato attuale, è l'unico politico privo di origini legate all'Asia ad aver ricoperto la carica di Senatore degli Stati Uniti per le Hawaii.